# Patinage de vitesse aux Jeux olympiques de 1948
Pour des articles plus généraux, voir Patinage de vitesse aux Jeux olympiques et Jeux olympiques d'hiver de 1948.
Navigation
Garmisch-Partenkirchen 1936 Oslo 1952
Les épreuves de patinage de vitesse aux Jeux olympiques d'hiver de 1948 se déroulent le 31 janvier 1948 au Stade olympique de Saint-Moritz.

## Participants
Soixante-huit patineurs de vitesse, représentant quinze pays participent aux épreuves de patinage de vitesse des jeux olympiques de 1948.
- Autriche (3)
- Belgique (1)
- Canada (4)
- Corée du Sud (3)
- Danemark (1)
- États-Unis (9)
- Finlande (5)
- Grande-Bretagne (5)

- Hongrie (5)
- Italie (4)
- Norvège (12)
- Pays-Bas (4)
- Suède (6)
- Suisse (5)
- Tchécoslovaquie (1)

## Podiums
| Épreuves                     | Or                   | Argent                                                                | Bronze              |
| ---------------------------- | -------------------- | --------------------------------------------------------------------- | ------------------- |
| 500 m résultats détaillés    | Finn Helgesen (NOR)  | Kenneth Barthelomew (USA) Thomas Byberg (NOR) Robert Fitzgerald (USA) | Non décernée        |
| 1 500 m résultats détaillés  | Sverre Farstad (NOR) | Åke Seyffarth (SWE)                                                   | Odd Lundberg (NOR)  |
| 5 000 m résultats détaillés  | Reidar Liaklev (NOR) | Odd Lundberg (NOR)                                                    | Göthe Hedlund (SWE) |
| 10 000 m résultats détaillés | Åke Seyffarth (SWE)  | Lauri Parkkinen (FIN)                                                 | Pentti Lammio (FIN) |

## Tableau des médailles
| Rang  | Nation     | Or | Argent | Bronze | Total |
| ----- | ---------- | -- | ------ | ------ | ----- |
| 1     | Norvège    | 3  | 2      | 1      | 6     |
| 2     | Suède      | 1  | 1      | 1      | 3     |
| 3     | États-Unis | 0  | 2      | 0      | 2     |
| 4     | Finlande   | 0  | 1      | 1      | 2     |
| Total | Total      | 4  | 6      | 3      | 13    |